# Гексакозан
Гексакоза́н — углеводород с химической формулой C26H54, принадлежащий к классу алканов, содержащий в своей молекуле 26 атомов углерода и 54 атома водорода.

## Химические свойства
Гексакозан является твёрдым веществом при комнатной температуре и давлении. Он характеризуется низкой растворимостью в воде, но хорошо растворяется в органических растворителях. Гексакозан обладает свойствами нормального алкана, включая возгораемость и низкий уровень реактивности.
H3C — (CH2)24 — CH3

## Изомерия
Гексакозан образует различные изомеры, включая цепные изомеры с разной структурой углеродной цепи. Например, он может существовать как прямая цепь (нормальный гексакозан) или как разветвлённая цепь (изопентакозан, изооктакозан и другие).

## Применение
Гексакозан, как углеводород, имеет несколько потенциальных применений:
1. В косметической промышленности. Гексакозан может использоваться в производстве косметических средств, таких как кремы и мази, благодаря своим свойствам увлажнения и защиты кожи.
2. В медицинских препаратах. Этот углеводород может быть включён в состав медицинских мазей и кремов, используемых для лечения сухой или раздражённой кожи.
3. В пищевой промышленности. Гексакозан может использоваться в качестве добавки в пищевые продукты, например, для придания им текстуры и консистенции.
4. В фармацевтической промышленности. Некоторые фармацевтические препараты могут содержать гексакозан в качестве вспомогательного вещества.
5. В производстве косметических средств. Гексакозан может использоваться в производстве различных массажных масел, масел для тела и других средств ухода за кожей.